# George Reid
George Houstoun Reid (Johnstone (Schotland), 25 februari 1845 – Londen (Engeland), 12 september 1918) was een Australisch politicus. Hij was de vierde premier van Australië.

## Levensloop
Reid werd geboren in Schotland als zoon van een dominee. Hij emigreerde met zijn familie op zevenjarige leeftijd naar Australië. Zij kwamen terecht in Sydney. Aanvankelijk werkte hij als klerk en later als accountant. In 1878 rondde hij een studie rechten met succes af en werd toegelaten tot de Bar (beroepsvereniging van advocaten). Hij viel vooral op door welbespraaktheid.
In 1880 werd Reid gekozen van het parlement van de staat New South Wales. Hij was aanvankelijk niet heel actief omdat hij vooral tijd stak in de uitbouw van zijn advocatenpraktijk. Dat veranderde toen hij in 1883 zitting nam in het kabinet van premier Alexander Stuart als minister van Onderwijs. In deze periode voerde hij een wet door die zorgde voor de vestiging van de eerste door de overheid gesubsidieerde middelbare scholen en avondonderwijs op de universiteit. In 1884 verloor hij zijn zetel vanwege een technisch punt, maar werd een jaar later weer herkozen. In deze periode groeide hij ook uit tot de belangrijkste advocaat van Sydney.
Reid steunde de vrijhandelspolitiek van premier Parks, maar diens regering moest in september 1891 aftreden. De advocaat volgde hem op en wist de leden van de Vrijhandelspartij om te vormen tot een hechte eenheid. De verkiezingen van 1894 waren een succes voor zijn partij. Edmund Barton en andere prominente Protectionisten verloren hun zetels. Ook de Labor-partij verloor bijna de helft van haar zetels. Al vroeg in zijn regeerperiode riep Reid de verschillende premiers van de andere Australische koloniën bij elkaar op te spreken over de vorming van een Federatie. Deze conferentie vond op 29 januari 1895 plaats. Naar aanleiding daarvan was er een wet opgesteld waarin stond opgenomen dat zowel de parlementen als de bevolking van de verschillende koloniën zich mochten buigen over de vraag over onafhankelijkheid.
Barton vervulde de trekkersrol bij de vorming van de Federatie. Reid steunde hem daarin wel, maar was ontevreden over de voorgestelde grondwet. Hij zag het vooral niet zitten dat de Senaat, op basis van staten en niet op basis van bevolkingsomvang, financiële wetten kon goedkeuren. In zijn fameuze Yes-no-speech in maart 1898 hield hij zijn luisteraars drie-en-een-half-uur in spanning of hij voor of tegen zou stemmen. Uiteindelijk stelde hij dat hij geen deserteur wilde worden, maar ook geen positief stemadvies wilde geven. Bij het referendum over de grondwet stemde een meerderheid van de bevolking van New South Wales voor, maar was de opkomst te laag om het referendum geldig te verklaren. Bij de heronderhandelingen over de grondwet wist Reid veel van zijn eisen in de wet te krijgen. Tijdens het tweede referendum keurde de bevolking de grondwet wel goed.
Door een groot schandaal waarbij Reid steekpenningen had betaald was hij in 1901 gedwongen om af te treden. Zijn partij behaalde bij de verkiezingen voor het eerste federale parlement dat jaar wel 28 van de 75 zetels in het Huis van Afgevaardigden en 17 van de 36 de zetels in de Senaat, maar de Labor-partij vertrouwde hem niet langer. In plaats daarvan steunden ze de Protectionistische Partij zodat Barton aantrad als eerste premier van Australië. Als oppositieleider was Reid in het nadeel dat het parlement in Melbourne gevestigd was, terwijl hij zijn advocatenkantoor in Sydney ook niet helemaal kon verwaarlozen. Daarvan was hij afhankelijk voor het grootste deel van zijn inkomsten.
Alfred Deakin volgde Read in 1903 op. In april 1904  de Labor-partij in een conflict met de Protectionistische Partij en aanzien van een bepaalde wet. Die wet had als doel om stakingen in de industriële sector te voorkomen. Deakin trad terug als premier en de Labor-leider Chris Watson volgde hem op. Vier maanden later trad Watson alweer af, omdat het hem ook aan de meerderheid ontbrak om de door hem gewenste wet door te voeren. Reid wist dat het een kwestie van tijd was tot de Protectionisten en de Labor-partij hun conflict hadden bijgelegd en genoot van het premierschap voor zolang het kon. In juli 1905 stemde de oppositie zijn regering weg. Bij de verkiezingen van 1906 had hij de Vrijhandelspartij intussen omgevormd tot de Anti-Socialistische Partij. Zijn partij nam wel in omvang toe, maar behaalde geen meerderheid. In 1908 ging zijn partij samen met de Protectionisten op in de Commonwealth Liberal Party. Reid trad terug als partijleider ten faveure van Joseph Cook. Een jaar later verliet hij ook het parlement.
Een jaar na zijn vertrek uit de Australische politiek werd Reid benoemd tot de eerste Australische ambassadeur richting Groot-Brittannië. Daar was hij ongekend populair. Na zijn aftreden als ambassadeur in 1916 koos de Britse bevolking in het Hogerhuis namens de Unionisten. In het Hogerhuis was hij vooral spreekbuis voor de dominions in hun steun aan het Verenigd Koninkrijk die intussen in de Eerste Wereldoorlog was beland. In 1918 overleed Reid op de leeftijd van 73 jaar.
- Australian Dictionary of Biography: reid-sir-george-houstoun-8173
- CiNii: DA07930918
- Gemeinsame Normdatei: 119045672
- International Standard Name Identifier: 0000 0000 8090 3998
- Library of Congress Control Number: n80156311
- Nationale bibliotheek van Australië: 36480643
- Nederlandse Thesaurus van Auteursnamen: 297804146
- Réseau des bibliothèques de Suisse occidentale: 02-A024575892
- SNAC: w6cz3tqc
- Système universitaire de documentation: 265305454
- Trove: 626554
- Virtual International Authority File: 10647074
- WorldCat: E39PBJfrKv99X6xmyWfyqwKcfq